# Мирна (Олов'яннинський район)
Ми́рна (рос. Мирная) — селище у складі Олов'яннинського району Забайкальського краю, Росія. Адміністративний центр Мирнинського сільського поселення.

## Населення
Населення — 1367 осіб (2010; 1740 у 2002).
Національний склад (станом на 2002 рік):
- росіяни — 91 %